# Schelitz
Schelitz, polnisch Chrzelice ist eine Ortschaft in der Gemeinde Zülz im Powiat Prudnicki in der polnischen Woiwodschaft Oppeln.

## Geographie

### Geographische Lage
Das Straßendorf Schelitz liegt im Süden der historischen Region Oberschlesien. Der Ort liegt etwa 9 Kilometer nordöstlich des Gemeindesitzes Zülz, etwa 20 Kilometer nordöstlich der Kreisstadt Prudnik und etwa 27 Kilometer südwestlich der Woiwodschaftshauptstadt Opole.
Schelitz liegt in der Nizina Śląska (Schlesische Tiefebene) innerhalb der Kotlina Raciborska (Ratiborer Becken) in zur Równina Niemodlińska (Falkenberger Ebene). Östlich des Ortes verläuft die Woiwodschaftsstraßen Droga wojewódzka 414. Südlich des Dorfes fließt das Zülzer Wasser (poln. Biała).

### Nachbarorte
Nachbarorte von Schelitz sind im Westen Pogosch (Pogórze), im Nordosten Sedschütz (Dziedzice), im Südosten Legelsdorf (Ogiernicze) sowie im Süden Lonschnik (Łącznik).

## Geschichte

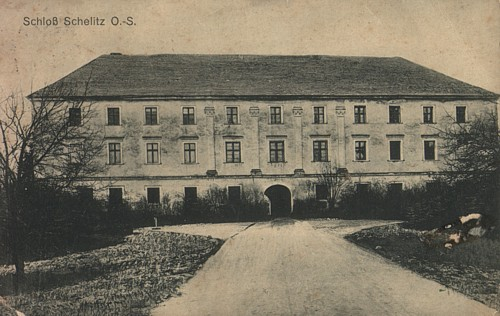
Schloss Schelitz um 1925

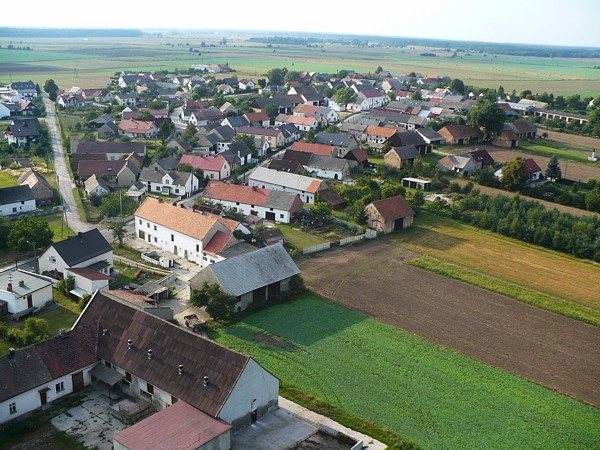
Blick auf Schelitz

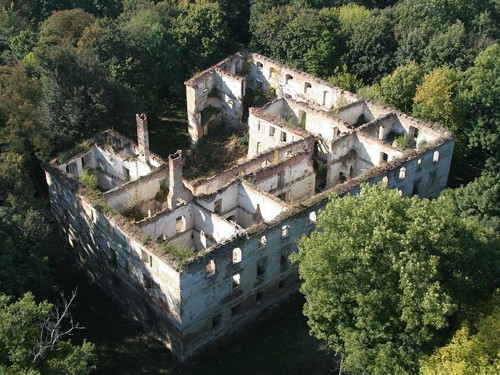
Ruine des Schlosses Schelitz

Das Dorf wurde in der zweiten Hälfte des 13. Jahrhunderts gegründet und erstmals 1316 erwähnt. Südlich des Ortskerns bestand im Mittelalter eine Wasserburg, welche wohl durch die Templer erbaut wurde. 1531 wurde der Ort als Chrzelitze erwähnt.
Im 17. Jahrhundert wurde die Burg zu einem barocken Wasserschloss umgebaut. Nach dem Ersten Schlesischen Krieg 1742 gelangte Schelitz mit dem größten Teil Schlesiens an Preußen.
Nach der Neuorganisation der Provinz Schlesien gehörte die Landgemeinde Schelitz ab 1816 zum Landkreis Neustadt O.S. im Regierungsbezirk Oppeln. 1845 bestanden im Dorf, damals als Chrzelitz erwähnt, ein Schloss, eine Brauerei, eine Brennerei, eine katholische Schule, ein Jägerhaus, eine Unterförsterei, ein Vorwerk sowie weitere 66 Häuser. Im gleichen Jahr lebten in Schelitz 910 Menschen, davon 48 evangelisch und fünf jüdisch. 1855 lebten 949 Menschen in Schelitz. 1874 wurde der Amtsbezirk Chrzelitz I gegründet, welcher aus den Landgemeinden Brzesnitz, Chrzelitz, Legelsdorf, Loncznik und Pogorz und die Gutsbezirke Brzesnitz Vorwerk, Fronzke und Chrzelitz bestand. Erster Amtsvorsteher war der Oberamtmann Alexander Heller in Chrzelitz. 1885 zählte Schelitz 939 Einwohner.
Bei der Volksabstimmung in Oberschlesien am 20. März 1921 stimmten 777 Wahlberechtigte für einen Verbleib bei Deutschland und 32 für Polen, im Gutsbezirk Schelitz stimmten 39 Personen für Deutschland und niemand für Polen. Schelitz verblieb beim Deutschen Reich. 1933 lebten im Ort 1035 Einwohner. 1939 hatte der Ort 1048 Einwohner. Bis 1945 befand sich der Ort im Landkreis Neustadt O.S.
Seit 1945 gehört der Ort zu Polen und wurde in Chrzelice umbenannt und der Woiwodschaft Schlesien angeschlossen. 1950 kam der Ort zur Woiwodschaft Oppeln. 1999 kam der Ort zum Powiat Prudnicki. 2008 erhielt der Ort zusätzlich den amtlichen deutschen Ortsnamen Schelitz.

## Sehenswürdigkeiten
- Das Schloss Schelitz ist eine ehemalige Fluchtburg aus dem 14. Jahrhundert, sie wurde im 15. Jahrhundert zu einer befestigten Wasserburg ausgebaut und 1694 für Wohn- und Repräsentationszwecke um- und ausgebaut.[9] Heute ist es eine Ruine. Das Gebäude wurde 1959 unter Denkmalschutz gestellt.[10]
- Umgeben ist das Schloss vom Schlosspark sowie einem Wassergraben. Der Park wurde 1985 unter Denkmalschutz gestellt.[10]
- Glockenwegekapelle
- Zweigeschossiges Schulgebäude aus Backstein
- Wegekapelle mit Marienstatue

## Vereine
- Deutscher Freundschaftskreis[11]

## Persönlichkeiten
- Paul Roden (1904–1999), Politiker (NSDAP)
- Andrea Rischka (* 1991), schlesische Schlagersängerin